# Callulops dubius
Espèce
Synonymes
- Xenorhina dubia Boettger, 1895

Statut de conservation UICN

 DD  : Données insuffisantes
Callulops dubius est une espèce d'amphibiens de la famille des Microhylidae.

## Répartition
Cette espèce est endémique de Halmahera, une île indonésienne située dans la province des Moluques du Nord. Elle est présente probablement jusqu'à 670 m d'altitude,.

## Publication originale
- Boettger, 1895 : Liste der Reptilien und Batrachier der Insel Halmaheira nach den Sammlungen Prof. Dr. W. Kükenthal's. Zoologischer Anzeiger, vol. 18, p. 116-121, 129-138 (texte intégral).